# Гуейлин
Гуейлин е град в Гуанси-джуански автономен регион, Южен Китай. Населението му е 1 340 000 жители (2005 г.), а населението на административния район – 5 009 400 жители. Общата му площ е 27 809 кв. км. Намира се в часова зона UTC+8 на 153 м н.в. Пощенският код е 541000, а телефонния +86 (0)0355. Средната годишна температура е около 19 градуса. Средната влажност е 75,8%. Средно вали 172,5 дни на година.
През Втората световна война градът е превзет от японците при Гуейлинско-Лиуджоуската операция от август-ноември 1944 година.